# Vrăjitoarele din Salem (film din 1996)
Vrăjitoarele din Salem (în engleză The Crucible) este un film american din 1996 regizat de Nicholas Hytner după un scenariu adaptat de Arthur Miller după piesa sa de teatru din 1953, The Crucible,  o poveste dramatizată și parțial ficționalizată a proceselor vrăjitoarelor din Salem, care au avut loc în colonia din Golful Massachusetts în perioada 1692–93.

## Distribuție
- Daniel Day-Lewis - John Proctor
- Winona Ryder - Abigail Williams
- Paul Scofield - Judge Thomas Danforth
- Joan Allen - Elizabeth Proctor
- Bruce Davison - Reverend Samuel Parris
- Rob Campbell - Reverend John Hale
- Jeffrey Jones - Thomas Putnam
- Peter Vaughan - Giles Corey
- Karron Graves - Mary Warren
- Charlayne Woodard - Tituba
- Kali Rocha - Mercy Lewis
- Rachael Bella - Betty Parris
- Frances Conroy - Ann Putnam
- Ashley Peldon - Ruth Putnam
- Elizabeth Lawrence - Rebecca Nurse
- Tom McDermott  - Francis Nurse
- George Gaynes - Judge Samuel Sewall
- Mary Pat Gleason - Martha Corey
- Robert Breuler - Judge John Hathorne
- Michael Gaston - Marshal George Herrick
- Ruth Maleczech - Goody Osbourne
- William Preston - George Jacobs, Sr.